# Robert Brackman
Pour les articles homonymes, voir Brackman.
Robert Brackman, né le 25 septembre 1898 dans l’oblast d'Odessa, alors dans l’Empire russe, et mort le 16 juillet 1980 à New London, dans le Connecticut, est un peintre américain d’origine ukrainienne.
En 1948, il peint un portrait de Jennifer Jones, qui figure dans le film Le Portrait de Jennie de William Dieterle.
Elaine Hamilton fut son élève.